# St. Johannes Baptist (Leopoldshöhe)

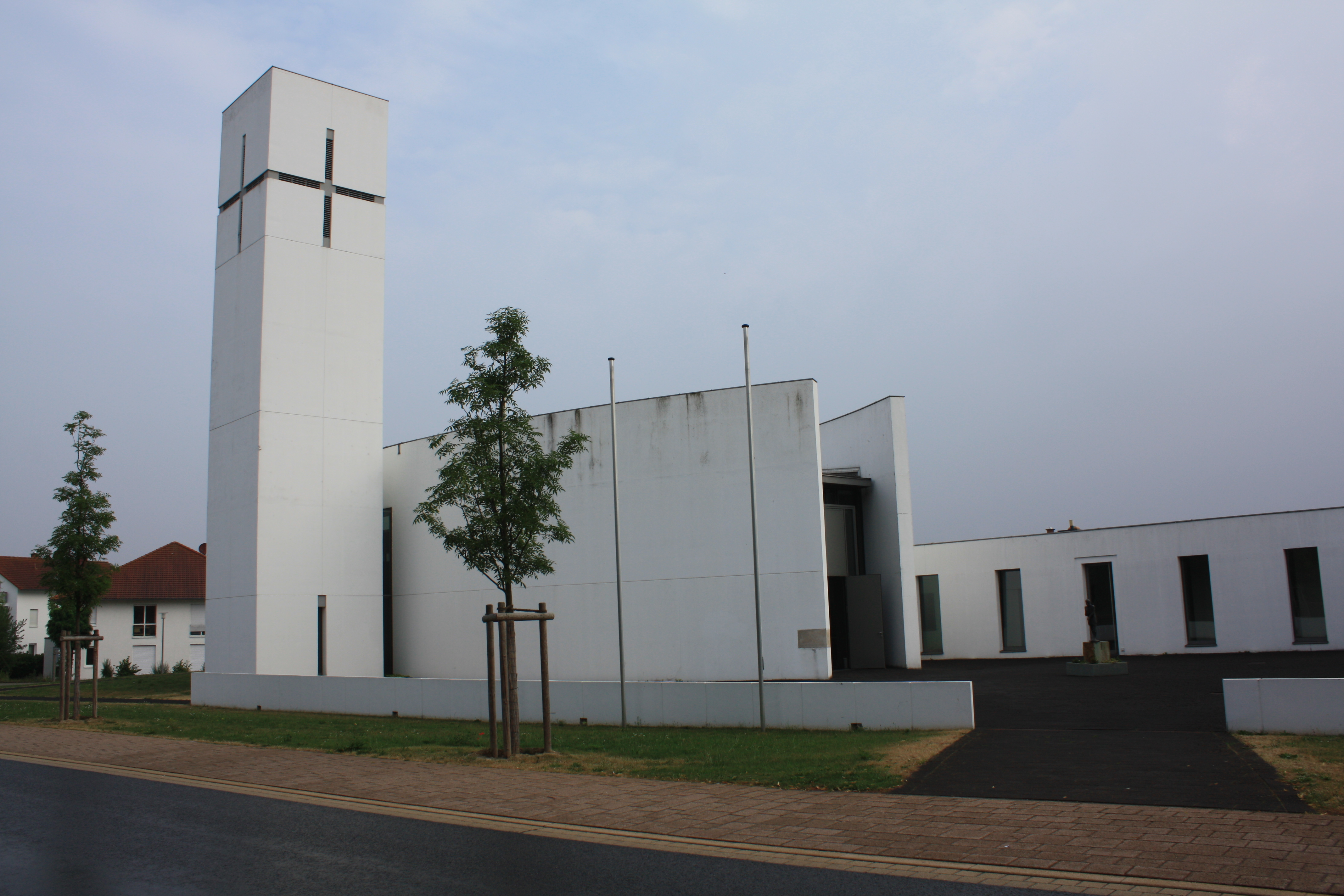
Kirche St. Johannes Baptist

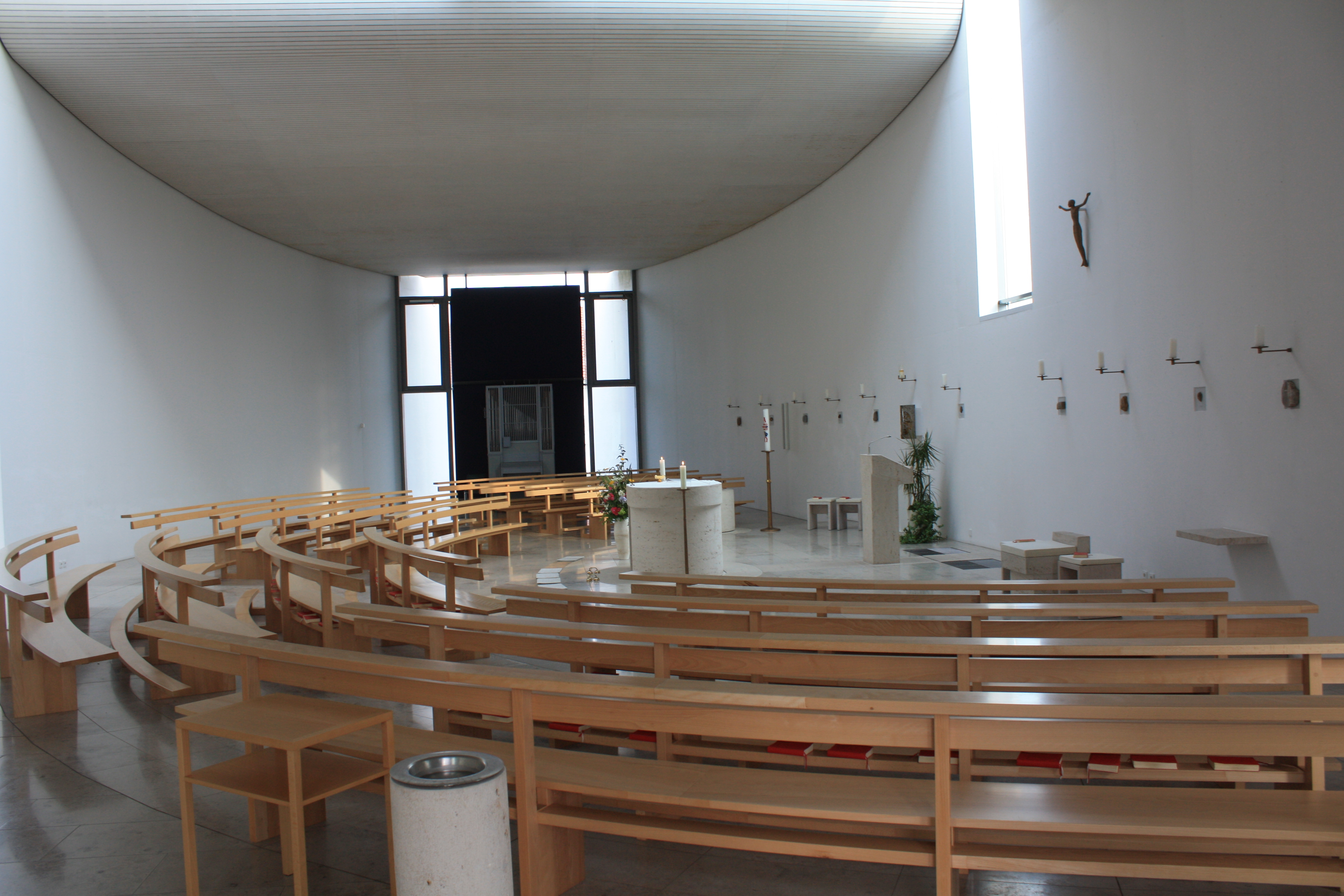
St. Johannes Baptist, der Innenraum

Die römisch-katholische Kirche St. Johannes Baptist war ein Kirchengebäude in Leopoldshöhe im nordrhein-westfälischen Kreis Lippe. Sie wurde 2002 geweiht und bereits 16 Jahre später 2018 wegen baulicher Mängel abgerissen. Die Kirche war eine Filialkirche der katholischen Kirchengemeinde St. Michael Oerlinghausen. Die Kirchengemeinde gehört zum Pastoralverbund Lippe-West im Erzbistum Paderborn.

## Geschichte
Zum Ende des Zweiten Weltkrieges wurde Leopoldshöhe die Seelsorge-Station von Lage, bis dahin gab es nur maximal vier ortsansässige katholische Familien. Ab 1944 kamen evakuierte Menschen aus dem Ruhrgebiet und ab 1946 Heimatvertriebene aus den Ostgebieten, darunter Katholiken. Zunächst stellte ihnen die evangelisch-reformierte Kirchengemeinde Leopoldshöhe ihre Kirche zur Mitnutzung zur Verfügung. Im Mai 1949 kaufte die katholische Gemeinde ein Gasthaus mit angeschlossenem Saal und baute diese Anlage mit Hilfe des Bonifatiusverein und der Missionskirche Pius XII zu einer Notkirche um. Ein Brand beschädigte 1987 das Gebäude schwer, eine völlige Wiederherstellung war nicht mehr möglich. So wurde eine notdürftige Instandsetzung vorgenommen, die für einen überschaubaren Zeitraum gedacht war. Für den Neubau einer Kirche kaufte die Kirchengemeinde einen Bauplatz. Den daraufhin durchgeführten Architektenwettbewerb gewann Dieter Georg Baumewerd aus Münster. Nach langwierigen Diskussionen erfolgte am 1. März 2000 der erste Spatenstich. Die Konsekration nahm Weihbischof Paul Consbruch am 30. Juni 2002 vor.
Wegen gravierender baulicher Mängel wurde die Kirche Ende 2014 geschlossen und am 25. November 2016 profaniert. Am 15. Februar 2018 begannen die Abrissarbeiten, die am 9. März 2018 beendet waren.
Die Glocken, eine Spende der Rudolf-August Oetker-Stiftung, gingen an die Pfarrkirche St. Peter und Paul in Bad Driburg, den Glockenstuhl übernahm die St.-Johannes-Baptist-Kirche in Bielefeld-Schildesche. Die Prinzipalien (u. a. Altar, Taufstein, Leuchter) des Rietberger Bildhauers Johannes Niemeier fanden in St. Vitus in Bad Driburg-Alhausen einen neuen Platz. Die Bänke gingen an die Liebfrauenkirche in Bielefeld-Jöllenbeck. Die Orgel übernahm die Alte Wallfahrtskirche in Werl.

## Architektur
Die ortsbildprägende Kirche bestand aus den drei Baukörpern Kirche, Turm und Pfarrheim, die um einen Kirchplatz angeordnet waren. Die Straße wurde vom Kirchplatz durch eine niedrige Mauer abgetrennt. Die Außenwände bestanden aus weiß angestrichenem Beton. Der Kirchturm erhob sich über einem quadratischen Grundriss. Den Kirchenraum bildeten zwei geschwungene Wandschalen, die nicht unmittelbar miteinander verbunden waren. Der Raum wurde von zwei Windfängen aus Glas geschlossen, er wurde durch einen Streifen aus Glas im oberen Bereich belichtet. Der Raum für Gespräche, die Gemeinderäume und die Sakristei waren in zwei im Winkel zueinander stehende Baukörper untergebracht. Der Beichtraum befand sich im Turm. Der Fußboden aus grauem Naturstein fiel zu Altarinsel hin leicht ab.

## Ausstattung
- Die Kirchenbänke aus Buchenholz standen halbkreisförmig in vier Reihen und waren in vier Blöcke gegliedert.
- Der Altar, die Taufe, der Priestersitz und der Ambo standen auf der um eine Stufe erhöhten Altarinsel. Der Bildhauer Johannes Niemeier schuf diese Arbeiten aus Jura Marmor in der Farbe rahmweiß.
- Der Tabernakel, eine Arbeit des Johannes Niemeier, war mit einer Bronzetür verschlossen, auf dem der Brennende Dornbusch abgebildet ist. Der Tabernakel war in die Wand hinter dem Altar eingelassen.
- Das Kreuz an der Wand in der Nähe des Tabernakels war eine Arbeit des Bildhauers Berthold Müller-Oerlinghausen.
- Die Steine mit den eingeritzten Weihekreuzen waren in die Wand eingelassen, sie wurden in den fünf Erdteilen gesammelt.
- Die zwölf Apostelleuchter aus heller Bronze schuf Johannes Niemeier, sie hingen über den Weihekreuzen.
- Im Beichtraum stand eine Figur von Berthold Müller-Oerlinghausen, sie trägt den Titel der verlorene Sohn.
- Auf dem Kirchplatz stand eine Figur, die Johannes den Täufer darstellt, sie wurde von Müller-Oerlinghausen geschaffen und stand seit 1989 in der Notkirche.[4]